# Seweryn Czetwertyński
Seweryn Franciszek Światopełk-Czetwertyński herbu Pogoń Ruska (18 kwietnia 1873 w Warszawie, zm. 19 czerwca 1945 w Edynburgu) – polski polityk narodowy okresu II RP, wicemarszałek Sejmu, ziemianin, działacz gospodarczy i społeczny, właściciel m.in. Hotelu Europejskiego w Warszawie. Wicemarszałek Sejmu II i III kadencji, poseł na Sejm I, II i III kadencji w II RP z ramienia Związku Ludowo-Narodowego oraz Stronnictwa Narodowego.

## Życiorys
Urodził się w Warszawie w arystokratycznej rodzinie. Był synem księcia Włodzimierza Ludwika (1837–1918), uczestnika powstania styczniowego, i Marii Wandy z Uruskich herbu Sas.
Ukończył gimnazjum realne i agronomię na politechnice w Rydze. W trakcie studiów został przyjęty do korporacji akademickiej Arkonia. Następnie studiował na Uniwersytecie w Bonn.
Wydawca i współwłaściciel „Gazety Warszawskiej” i „Reformy”. W 1904 został wiceprezesem warszawskiego Towarzystwa Dobroczynności. Od 1905 był członkiem Ligi Narodowej.
W styczniu 1903 utworzył m.in. wraz z Maurycym Spokornym, Maciejem Mikołajem Radziwiłłem i Michałem Woronieckim Towarzystwo Akcyjne Tramwajów Miejskich w Warszawie, które w tym samym roku uzyskało koncesję na budowę i eksploatację sieci tramwajów elektrycznych w tym mieście. Inwestycję realizował niemiecki koncern „Siemens i Halske”. Pierwszą linię otwarto 26 III 1908 roku.
W 1906 wybrano go posłem do rosyjskiej Dumy. W latach 1907–1917 prezes Centralnego Towarzystwa Rolniczego, prezes Warszawskiego Towarzystwa Cyklistów, a od 1914 także pierwszy prezes Centralnego Komitetu Obywatelskiego (do 1915).
Po wybuchu I wojny światowej, od 1915 był pełnomocnikiem Centralnego Komitetu Obywatelskiego w Rosji, występował za autonomią Królestwa Polskiego w ramach Imperium Rosyjskiego, później bronił idei całkowitej niepodległości Polski. 
Po załamaniu się frontu rosyjskiego w 1915 bezskutecznie protestował przeciwko stosowanej przez Rosjan w Królestwie Polskim taktyce „spalonej ziemi”. Przebywając w Petersburgu brał udział w pertraktacjach prowadzonych z wojskowymi władzami rosyjskimi na temat formowania armii polskiej w Rosji. Członek Rady Polskiej Zjednoczenia Międzypartyjnego. W 1918 został aresztowany przez bolszewików i przebywał w więzieniu w Homlu.
Od 1918 w Związku Ziemian. Był członkiem Komitetu Narodowego Polskiego (1914–1917).
W międzywojennej Polsce był właścicielem majątku Suchowola liczącym 81.000 ha i fabryki wódek, prowadził Hotel Europejski w Warszawie, był właścicielem Dynasów. Zasiadał również w Sejmie II RP, kolejno w kadencjach: I (1922–1927), II (1928–1930) i III (1930–1935). Od marca 1928 do października 1931 był wicemarszałkiem Sejmu. Publikował m.in. w „Gazecie Rolniczej”, „Gazecie Warszawskiej” i „Przeglądzie Narodowym”.
Po agresji III Rzeszy i ZSRR na Polskę we wrześniu 1939 przeniósł się na stałe do Suchowoli, gdzie 20 marca 1941 został aresztowany przez Gestapo. Więziony na zamku w Lublinie, od 7 kwietnia 1941 w Auschwitz, od 8 kwietnia 1944 w Buchenwaldzie, gdzie 11 kwietnia 1945 został wyzwolony przez wojska amerykańskie. Następnie wyjechał do Wielkiej Brytanii. Tutaj, z powodu wycieńczenia spowodowanego warunkami obozowymi, dwa miesiące później zmarł w Edynburgu, w szpitalu polskim im. I. Paderewskiego.
Pochowany został na tamtejszym cmentarzu Mount Vernon. Jego symboliczny grób znajduje się na cmentarzu Powązkowskim w Warszawie (pod murem II-grób 18/19).

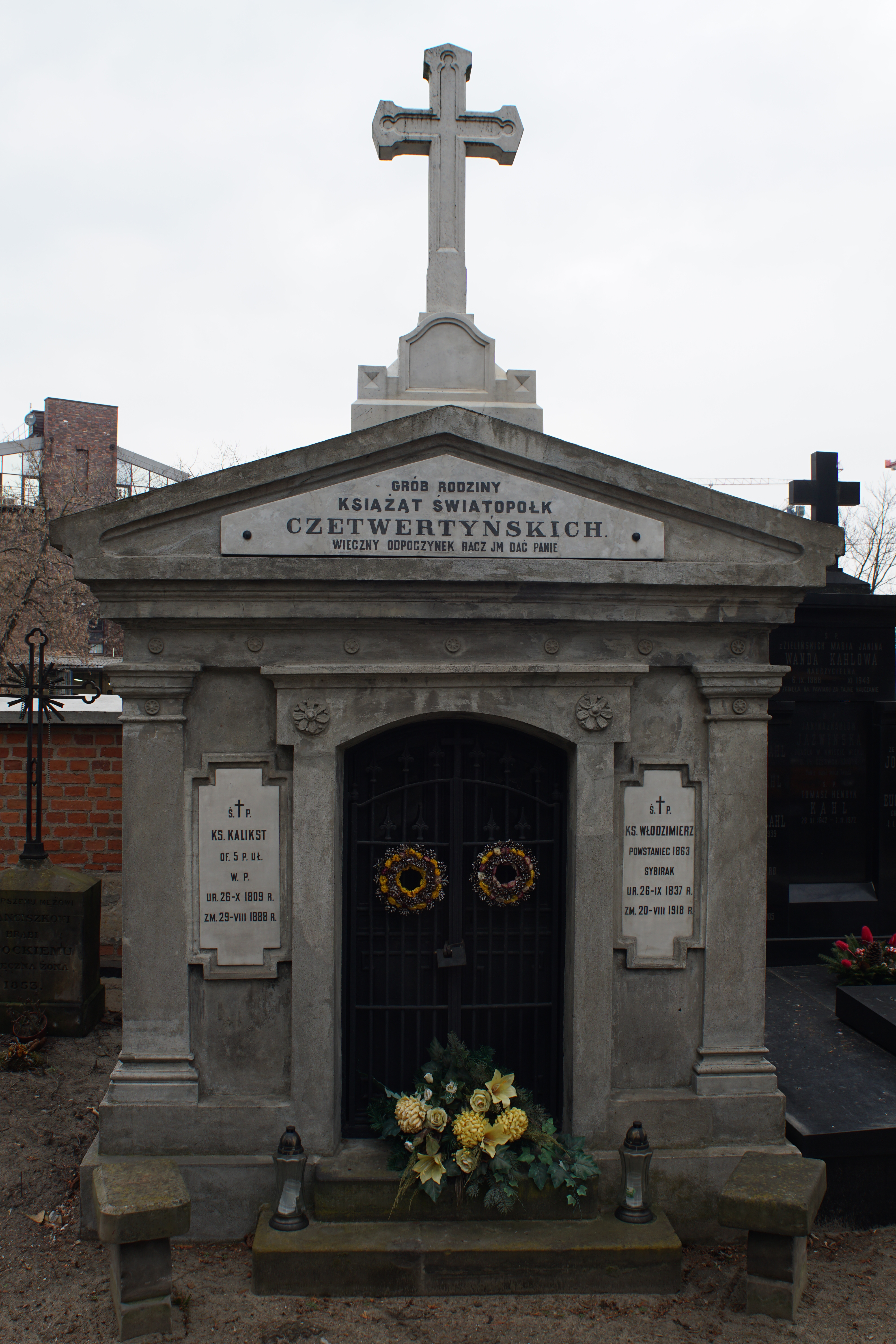
Grób Włodzimierza Czetwertyńskiego-Światopełka i symboliczny Seweryna Czetwertyńskiego na cmentarzu Powązkowskim

## Rodzina
Od 1898 żonaty z Zofią z hr. Przezdzieckich (1879–1949), córką Gustawa, współzałożyciela i prezesa Warszawskiego Pogotowia Ratunkowego. Mieli siedmioro dzieci: Włodzimierz (1907-1965), Stefan (1910-1978), Maria (1899-1991), Barbara (1900-1970, żona Remigiusza Adama Grocholskiego, ppłk. WP i AK, w czasie II wojny światowej komendanta "Wachlarza"), Anna z męża Potocka (1902-1987), Elżbieta z męża Plater-Zyberk (1905-1971) i Krystyna (1918-1994, ps. Czet, żołnierz 1. pułku szwoleżerów AK, uczestniczka powstania warszawskiego).